# العلاقات الأندورية الزيمبابوية
العلاقات الأندورية الزيمبابوية هي العلاقات الثنائية التي تجمع بين أندورا وزيمبابوي.

## مقارنة بين البلدين
هذه مقارنة عامة ومرجعية للدولتين:
| وجه المقارنة                                              | أندورا                                                     | زيمبابوي |
| --------------------------------------------------------- | ---------------------------------------------------------- | --- |
| المساحة (كم2)                                             | 468                                                        | 390.76 ألف |
| عدد السكان (نسمة)                                         | 76.18 ألف                                                  | 16.53 مليون |
| الكثافة السكانية (ن./كم²)                                 | 16.28 ألف                                                  | 42.3 |
| العاصمة                                                   | أندورا لا فيلا                                             | هراري |
| اللغة الرسمية                                             | اللغة الكتالونية                                           | لغة إنجليزية، اللغة الشونا، النديبيلية الشمالية ‏، لغة الشيشيوا، Barwe ‏، Kalanga language ‏، Tshwa language ‏، Ndau dialect ‏، اللغة التسونجا، Zimbabwean sign languages ‏، اللغة السوتية، تونغا ‏، اللغة التسوانية، اللغة الفيندية، اللغة الكوسية |
| العملة                                                    | يورو                                                       | دولار أمريكي |
| الناتج المحلي الإجمالي (بليون دولار)                      | 3.01 مليار                                                 | 17.85 مليار |
| الناتج المحلي الإجمالي (تعادل القوة الشرائية) بليون دولار |                                                            | 27.88 مليار |
| الناتج المحلي الإجمالي الاسمي للفرد دولار أمريكي          |                                                            | 924 |
| الناتج المحلي الإجمالي للفرد دولار أمريكي                 |                                                            | 1.79 ألف |
| مؤشر التنمية البشرية                                      | 0.858                                                      | 0.509 |
| رمز المكالمات الدولي                                      | +376                                                       | +263 |
| رمز الإنترنت                                              | .ad                                                        | .zw |
| المنطقة الزمنية                                           | ت ع م+01:00، توقيت وسط أوروبا، ت ع م+02:00، أوروبا/أندورا ‏ | ت ع م+02:00 |

## منظمات دولية مشتركة
يشترك البلدان في عضوية مجموعة من المنظمات الدولية، منها:
| علم المنظمة | اسم المنظمة                   | تاريخ انضمام أندورا | تاريخ انضمام زيمبابوي |
| ----------- | ----------------------------- | ------------------- | --------------------- |
|             | الأمم المتحدة                 | 28 يوليو 1993       | 25 أغسطس 1980         |
|             | منظمة حظر الأسلحة الكيميائية  | ?                   | ?                     |
|             | منظمة الشرطة الجنائية الدولية | ?                   | ?                     |
|             | الاتحاد الدولي للاتصالات      | 12 نوفمبر 1993      | 10 فبراير 1981        |
|             | يونسكو                        | 20 أكتوبر 1993      | 22 سبتمبر 1980        |

## وصلات خارجية
- موقع وزارة الخارجية الأندورية
- موقع وزارة الخارجية الزيمبابوية